# Андрушко, Юлия Чеславовна
Юлия Чеславовна Андрушко (в 2010—2015 Цветкова, бел. Юлія Чаславаўна Андрушка; 5 июля 1985, Гродно) — белорусская и российская волейболистка, нападающая, мастер спорта Республики Беларусь и России.

## Биография
Юлия Андрушко начинала заниматься волейболом в Гродно, а в 14 лет переехала в Санкт-Петербург по приглашению Евгения Сивкова — тренера местного клуба ТТУ (ныне — «Ленинградка»). Юлия вошла в состав выступавшей во второй лиге фарм-команды «Гражданка», с сезона-2000/01 стала привлекаться к матчам ТТУ в чемпионате Суперлиги.
Андрушко выступала за сборные Беларуси разных возрастных категорий. В апреле 2001 года в Чехии она стала бронзовым призёром чемпионата Европы среди девушек, а уже в июне 2002 года, в 16-летнем возрасте, дебютировала в национальной сборной на отборочном турнире Евро-2003 в Вилворде. В августе того же года в составе молодёжной сборной Беларуси завоевала бронзу континентального первенства в Загребе, а в 2003-м играла на молодёжном чемпионате мира в Таиланде и стала второй по результативности. На этом турнире её команда заняла седьмое место, проиграв в четвертьфинале будущим победительницам из Бразилии.
За национальную сборную Юлия Андрушко также играла в квалификации двух чемпионатов Европы и чемпионата мира-2006, являясь лидером её нападения. Летом 2006 года из-за болезни выбыла из состава команды, а в начале нового клубного сезона в России приняла российское гражданство.
В сезонах 2006/07 и 2007/08 годов становилась самым результативным игроком чемпионатов Суперлиги, набирая в среднем по 25 очков за матч. Сразу после того, как истёк срок карантина после смены волейбольного гражданства и появилась возможность играть за сборную России, Джованни Капрара включил Андрушко в состав национальной команды. В январе 2008 года она сыграла в двух товарищеских матчах со сборной Сербии в Белграде и одном официальном — финале европейского олимпийского отборочного турнира со сборной Польши в Халле.
С 2010 года спортсменка выступала под фамилией Цветкова. В 2011 году, после 12 сезонов в Санкт-Петербурге, она перешла из покинувшей Суперлигу «Ленинградки» в череповецкую «Северсталь», которой предстояло дебютировать в элитном дивизионе. Сезон-2012/13 Юлия Цветкова начинала в «Протоне» из Саратовской области, но по его ходу подписала контракт с бакинским «Локомотивом». Вскоре после переезда в столицу Азербайджана она провела первые в своей карьере матчи Лиги чемпионов, в которых её команда на стадии раунда двенадцати плей-офф проиграла другому бакинскому клубу — «Азеррейлу». Затем она вернулась в Россию, заключив соглашение с улан-удэнским «Хара Морином», а с января 2014 года снова стала игроком «Ленинградки». Впоследствии выступала во второй лиге Турции: в сезоне 2014/15 — за «Халкбанк» из Анкары, а осенью 2015 года — за «Орду Телеком».
В январе 2016 года Юлия Цветкова перешла в «Маккаби» из Хайфы, за который в том сезоне также играла чемпионка мира-2006 Наталья Куликова, а возглавлял команду Владимир Бузаев. В составе «Маккаби» становилась чемпионкой Израиля и дважды побеждала в розыгрышах национального Кубка.
В сезоне-2017/18 выступала за польский «Девелопрес» из Жешува. Летом 2018 года подписала контракт с «Тулицей», но в январе 2019 года покинула тульскую команду и вернулась в хайфский «Маккаби», с которым вновь выиграла золото чемпионата Израиля. В сезоне-2019/20 выступала в Казахстане за «Алматы».

## Достижения
- Бронзовый призёр юниорского чемпионата Европы (2001).
- Бронзовый призёр молодёжного чемпионата Европы (2002).
- Бронзовый призёр Кубка России (2004).
- Бронзовый призёр Кубка вызова (2008/09).
- Чемпионка Израиля (2015/16, 2018/19), серебряный призёр чемпионата Израиля (2016/17).
- Обладательница Кубка Израиля (2016, 2017), финалистка Кубка Израиля (2019).
- Самый результативный игрок чемпионата России-2006/07 — 585 очков (502+38+45) в 23 матчах[14][15].
- Самый результативный игрок чемпионата России-2007/08 — 464 очка (411+27+26) в 19 матчах[16].